# Homoneura preapicalis
Homoneura preapicalis är en tvåvingeart som först beskrevs av Malloch 1925.  Homoneura preapicalis ingår i släktet Homoneura och familjen lövflugor. Inga underarter finns listade i Catalogue of Life.